# Alberto Ginés López
Alberto Ginés López (* 23. Oktober 2002 in Cáceres) ist ein spanischer Sportkletterer und Olympiasieger in der Kombination bei den Olympischen Spielen 2020 in Tokio.

## Karriere
Ginés López begann das Klettern im Alter von nur drei Jahren. Als er zehn Jahre alt war, wurde David Macià Albertos sein Trainer, nachdem dieser ihn die Route El Delfin (7c+) in Rodellar hatte klettern sehen. Mit 15 Jahren gelang ihm die Begehung der 9a-Route Victimes del futur.
Ab 2016 trat er auf europäischer Ebene in Wettkämpfen im Jugendbereich an. Er errang im Jahr 2017 die Jugend-Europameisterschaft im Lead (Schwierigkeitsklettern). In der Saison 2019 belegte er erstmals Podestplätze im Kletterweltcup: er wurde in Kranj (Slowenien) Dritter und in Inzai (Japan) Zweiter. Damit erzielte er den zweiten Platz im Gesamtweltcup im Lead. Im selben Jahr belegte er bei der Europameisterschaft in Edinburgh den zweiten Platz.
Bei den olympischen Qualifikations-Wettkämpfen in Toulouse konnte er ins Finale einziehen und qualifizierte sich so für die Olympischen Spiele 2020 in Tokio. Dort konnte er sich in der Qualifikation als Sechster für das Finale qualifizieren. In den drei dort ausgetragenen Disziplinen konnte er den Speedwettbewerb gewinnen und sich mit einem siebten Platz im Bouldern und einem vierten Platz im Lead die Goldmedaille sichern.
Am 14. August 2022 belegte er bei der Klettereuropameisterschaft in München den dritten Platz in der Disziplin Lead. Vier Tage später holte er in der Kombination (Bouldern und Lead) ebenfalls die Bronzemedaille.
Bei der olympischen Qualifikationsserie (16.–19. Mai in Shanghai und 20.–23. Juni in Budapest) konnte er sich, mit den Plätzen fünf und vier, für den kombinierten Wettbewerb Bouldern und Lead bei den Olympischen Sommerspielen 2024 in Paris qualifizieren. Dort erreichte er in der Qualifikation den vierten Platz und zog so in das Finale ein. Im Finale konnte er im Bouldern kein Top erreichen (geteilter siebter Platz), durch seine starke Leistung im Lead (dritter Platz) belegte er am Ende den siebten Platz.
Er gehört der Federación Española de Deportes de Montaña y Escalada (FEDME) an. Unter anderem wird er von Red Bull, La Sportiva und Black Diamond gesponsert.

## Erfolge (Auswahl)

### Wettkampfklettern
- Olympiasieger in der Kombination in Tokio 2021[1]
- Zweiter Platz im Gesamtweltcup im Lead 2019[5]
- Vizeeuropameister im Lead 2019[6]
- Jugend-Europameister im Lead 2017[5]

### Felsklettern

#### 9a (5.14d)
- Leire – in Cuenca, Spanien – September 2019[14]
- Víctimes del Futur – in Margalef, Spanien, 2018 – im Alter von 16 Jahren[14]

#### 8c (5.14b)
- Rollito Sharma Ext.1 – Santa Linya – Januar 2018[15]
- Entre tus Piernas – La Muela, Spanien – Februar 2017[15]
- Gesurren erresuma – Villanueva de Valdegobía, Spanien – September 2016[15]

#### 7c+ (5.12d)
- El Delfin – in Rodellar, Spanien, 2012 – im Alter von 10 Jahren[3]